# Pilot (電視劇)
《Pilot》（韓語：파일럿）是韓國文化廣播公司於1993年9月13日至1993年11月2日期間播放的月火劇。此劇是韓國首部以航空業為題材的電視劇，也是韓國藝人崔秀宗的代表作之一。此劇在韓國播出後的平均收視率為46.2%。

## 演員

### 主要人物
- 崔秀宗 飾 姜民基[1]
- 蔡時那 飾 盧慧蘭
- 李在龍 飾 李允哲
- 韓石圭 飾 朴相賢
- 金慧秀 飾 李智媛
- 陰貞姬（朝鲜语：음정희） 飾 韓有莉
- 申恩慶 飾 都珍淑

### 其他人物
- 李京實 飾 禹美淑
- 朴貞洙 飾 尹美子
- 田　雲 飾 大韓航空代表理事
- 李永厚 飾 高英煥
- 韓仁守（朝鲜语：한인수_(배우)） 飾 南永壽
- 金炯逸 飾 車英奎
- 金基賢 飾 金教洙

### 特別出演
- 車仁杓 飾 大韓航空飛行機械員

## 同類型電視劇
- 蒼空（KBS）- 1995
- 空港城市（MBC）- 2007
- 拜托了，機長（SBS）- 2012

## 外部連結
- 《Pilot》韓國MBC官方網站（页面存档备份，存于）
- Youtube -《Pilot》開場片段（页面存档备份，存于）
- Youtube -《Pilot》完場片段（页面存档备份，存于）

| 韓國 MBC 月火劇                       | 韓國 MBC 月火劇                             | 韓國 MBC 月火劇 |
| ------------------------------------- | ------------------------------------------- | --------------- |
|                                       | Pilot (1993年9月13日 - 1993年11月2日)       |                 |
| 一枝梅 (1993年8月9日 - 1993年8月31日) | 女人的男人 (1993年11月8日 - 1993年12月28日) |                 |

1. ↑  第9集名片上的名字